# Regering-Baltia

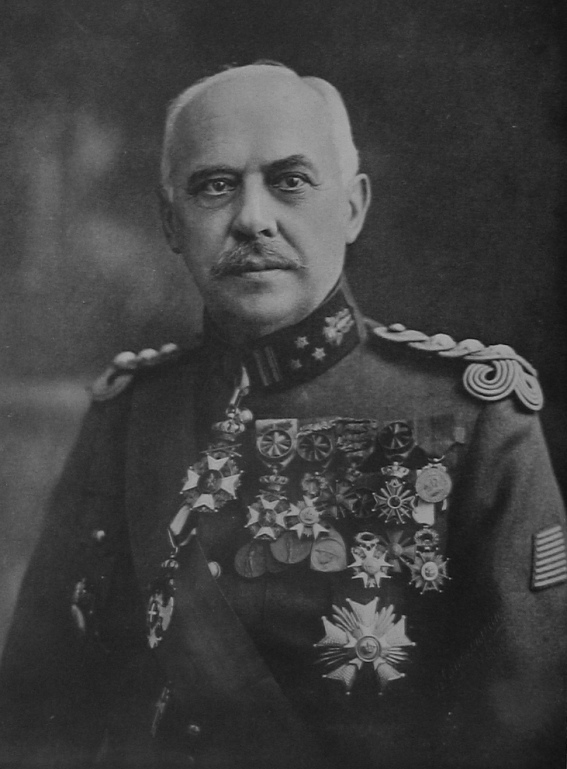
generaal Herman Baltia

De regering-Baltia bestuurde van 10 januari 1920 tot 31 december 1925 als overgangsregering het gebied dat nu bekendstaat als de Belgische oostkantons Eupen, Malmedy en Sankt-Vith. De regering is genoemd naar luitenant-generaal, later baron, Herman Baltia, die er als gouverneur en Hoge Commissaris van de Koning enkel verantwoording verschuldigd was aan de eerste minister. De opdracht van de regering was de streek te assimileren in afwachting van de definitieve annexatie. 
Baltia verenigde in zijn functie zowel de wetgevende als de uitvoerende macht voor dit gebied. Deze functies voerde hij uit met een door de Koning benoemde commission interministerielle waarin vertegenwoordigers van de verschillende ministeries zetelden, onder leiding van de Hoge Commissaris. Een eigenlijk parlement was er niet, maar wel werd een raadgevend orgaan opgericht, de Conseil supérieur, samengesteld uit zes Belgen die werden aangeduid door de eerste minister, en zes inwoners van het gebied, aangeduid door de Hoge Commissaris zelf. 
Na de Eerste Wereldoorlog werd de streek Belgisch grondgebied als gevolg van het Verdrag van Versailles waar bepaald werd dat de Duitse districten Eupen en Malmedy door België geannexeerd mochten worden na een volksraadpleging. Baltia organiseerde deze volksraadpleging, zij het op een erg omstreden manier, aangezien de tegenstemmers zich moesten registreren. Op 20 september 1920 keurde de Volkerenbond de annexatie goed. Bij Koninklijk Besluit van 4 oktober 1925 werd het gebied opgenomen in de provincie Luik en werd de regering en de functie van Gouverneur opgeheven. Vanaf 1 januari 1926 zijn de Belgische Grondwet en de Belgische wetten ook van toepassing op de destijds zo genoemde nieuwe Belgen uit Eupen-Malmedy.
Het toenmalige regeringsgebouw in Malmedy is sinds 17 maart 2003 het Financiecentrum, dat de diensten van de Federale Overheidsdienst Financiën huisvest.